# Marcaire (duc)
Marcaire (latin : Marcarius ; italien : Marcario) fut duc du Frioul de 776 à 787.
Capitaine franc, il fut placé à la tête du duché du Frioul par Charlemagne à la place de Rotgaud, qui s'était révolté contre l'empereur carolingien.
Quand l'évêque de l'Istrie Maurice fut arrêté et aveuglé par les autorités byzantines pour avoir voulu pousser la population locale à rallier l'Empire franc, le pape Adrien Ier le reçut à Rome avant de l'envoyer à la cour de Marcaire dans le Frioul. Dans le même temps, le pape envoya une lettre à Charlemagne pour lui demander d'envoyer le duc de Frioul contre les Byzantins en Istrie et rétablir Maurice sur son siège.